# Francis William Bain
Francis William Bain (1863. április 29. – 1940. február 24.) skót professzor, író.

## Életrajza
Apja Joseph Bain, anyja Charlotte Piper volt. Francis hat gyermek közül ötödikként született. A Westminster iskolába járt Londonban, majd tanulmányait az Oxfordi Egyetem Christ Church kollégiumában folytatta, ahol klasszikát hallgatott. 1889-ben beválasztották ugyanezen egyetemen az All Souls kollégiumba is.
Egyetemistaként rajongott a futballért, 1883 és 1886 között többször játszott az Oxfordi Egyetem válogatottjában a Cambridge-i Egyetem válogatottja ellen. Tagja volt az akkori két legjelentősebb amatőr focicsapatnak, a Wanderers-nek és a Corinthians-nak is.
1892-től tanított Indiában, egy idő után már történelem- és gazdaságtan-professzorként az indiai Púne városának Deccan egyetemén, egészen 1919-es nyugdíjba vonulásáig. Ekkor hazatért, és innentől Londonban élt. Regényeit úgy tüntette fel, mint szanszkritból fordított műveket, ám ezek valójában az ő kitalált történetei voltak (a regény, mint olyan a klasszikus indiai irodalomban nem létezett).
Felesége Helen Margarita Blandford volt.

## Művei
- A Digit of the Moon (1899, Holdsarló)
- The Descent of the Sun (1903, Az éjbe merült Nap)
- A Heifer of the Dawn (1904, A Hajnal leánya)
- In the Great God's Hair (1905, A Nagy Isten hajában)
- A Draught of the Blue (1905, Az égszínkék ital)
- An Essence of the Dusk (1906, Szürkület)
- An Incarnation of the Snow (1908, A testetöltött hó)
- A Mine of Faults (1909, A hibák bányája)
- The Ashes of a God (1910, Isteni hamvak)
- Bubbles of the Foam (1912, Buborékok az élet tengerén)
- A Syrup of the Bees (1914, A méhek nektárja)
- The Livery of Eve' (1917, Az alkony köntöse)
- The Substance of a Dream (1919, Ami az álomban valóság)

## Magyarul
Könyveit Baktay Ervin fordította magyarra az A Syrup of the Bees kivételével, amely A méhek nektárja címmel jelent meg 2018-ban, Hanny Norbert fordításában.
- A hajnal leánya, angolból fordította: Baktai Ervin, Rózsavölgyi, Budapest, 1917
- Holdsarló – Hindu szerelmi történet a szanszkrit kézirat nyomán, fordította: Baktay Ervin, sajtó alá rendezte: Sugár Jenő, Rózsavölgyi, Budapest, 1918
- A hibák bányája. Régi hindu elbeszélés szanszkrit kézirat nyomán, fordította: Baktay Ervin, sajtó alá rendezte: Sugár Jenő, Rózsavölgyi, Budapest, 1919
- Szürkület. Régi hindu elbeszélés szanszkrit kézirat nyomán, fordította: Baktay Ervin, sajtó alá rendezte: Sugár Jenő, Rózsavölgyi, Budapest, 1920
- A nagy isten hajában – Hindu elbeszélés a szanszkrit kézirat nyomán, fordította: Baktay Ervin, sajtó alá rendezte: Sugár Jenő, Rózsavölgyi, Budapest, 1920
- Az éjbe merült nap. Régi hindu elbeszélés a szanszkrit kézirat nyomán, fordította: Baktay Ervin, sajtó alá rendezte: Sugár Jenő, Rózsavölgyi, Budapest, 1920
- Buborékok az élet tengerén – Hindu elbeszélés a szanszkrit kézirat nyomán, sajtó alá rendezte: Sugár Jenő, fordította: Baktay Ervin, Rózsavölgyi, Budapest, 1920
- A testetöltött hó – Hindu elbeszélés a szanszkrit kézirat nyomán, fordította: Baktay Ervin, sajtó alá rendezte: Sugár Jenő, Rózsavölgyi, Budapest, 1920, (online elérés a MEK-en)
- Az égszinkék ital – Hindu szerelmi történet, fordította: Baktay Ervin, Rózsavölgyi, Budapest, 1921
- Isteni hamvak – Hindu elbeszélés a szanszkrit kézirat nyomán, fordította: Baktay Ervin, Rózsavölgyi, Budapest, 1921
- Az alkony köntöse – Hindu mese a szanszkrit kézirat nyomán, fordította: Baktay Ervin, Rózsavölgyi, Budapest, 1921
- Ami az álomban valóság – Hindu szerelmi történet, fordította: Baktay Ervin, Rózsavölgyi, Budapest, 1922
- Hindu regék, fordította: Baktay Ervin, átdolg. kiad., Rózsavölgyi, Budapest, 1941
- A hajnal leánya – Hindu elbeszélés szanszkrit kézirat nyomán, fordította: Baktay Ervin, szerk. Palkó István, Merhávia, Budapest, 1997
- Holdsarló – Hindu szerelmi történet a szanszkrit kézirat nyomán, fordította: Baktay Ervin, Kráter Műhely Egyesület, Pomáz, 2000, (Kráter klasszikusok)
- A nagy isten hajában – Hindu elbeszélés a szanszkrit kézirat nyomán, fordította: Baktay Ervin, A Tan Kapuja, Budapest, 2004
- A hibák bányája – Hindu elbeszélés a szanszkrit kézirat nyomán, fordította: Baktay Ervin, A Tan Kapuja, Budapest, 2005
- A hajnal leánya – Hindu elbeszélések a szanszkrit kézirat nyomán, fordította: Baktay Ervin, Magvető–A Tan Kapuja, Budapest, 2008
- A méhek nektárja, fordította: Hanny Norbert, magánkiadás, Budapest, 2018